# Slättemölla by
Slättemölla by är en svensk TV-serie från 1968 i sex delar. För regin stod Kåge Gimtell, manus skrevs av Hans Peterson.

## Rollista
- Allan Edwall - Magnus Eriksson
- Doris Svedlund - Gertrud Eriksson
- Maria Lindwall - Margit Eriksson
- Harry Ahlin - snickare
- Olof Bergström - stinsen Erik
- Carl-Hugo Calander - kommissarie
- Niels Dybeck - stationskarlen
- Åke Engfeldt - byggmästare
- Gustaf Färingborg - prästen
- Dagny Lind - fru Jansson
- Fritiof Billquist - farfar
- Halvar Björk - Magnus Fredriksson
- Sture Ericson - Jansson
- Gerd Hegnell - Eleonora
- Carl-Gustaf Lindstedt - kund på bilverkstad
- Mimi Nelson - snickarens dotter
- Mille Schmidt - plogbilsförare
- Emy Storm - Ester
- Jan Tiselius - dottersonen